# Distretto di Wadi al-Shatii
Il distretto di Wadi al-Shatii (in arabo شعبية وادي الشاطئ), o Sciati, è uno dei 22 distretti della Libia. Si trova nella regione storica del Fezzan. Il capoluogo è Brach.
Ad ovest, Wadi al Shati confina con la provincia di Illizi dell'Algeria. Internamente, confina con i seguenti distretti:
- Nalut a nord-ovest
- al-Jabal al-Gharbi a nord
- Giofra a est
- Sebha a sudest
- Wadi al-Hayaa a sud
- Ghat a sud-ovest